# Étienne Vacherot
Étienne Vacherot (Torcenay, Haute-Marne, Francia, 29 de julio de 1809 - 28 de julio de 1897) fue un escritor filosófico francés.

## Biografía
Nació en una familia campesina en Torcenay, cerca de Langres, en el departamento de Haute-Marne. Fue educado en la École Normale, y volvió allí como director en 1838, tras varios años estudiando. En 1839 sucedió a su maestro, Victor Cousin, como profesor de filosofía en la Universidad de París. Su Histoire critique de l'école d'Alexandrie (3 vols. 1846–51) fue su primer y más conocido trabajo. Este recibió críticas por parte del partido clerical, lo que condujo a su suspensión en 1851. Asimismo, la obra fue condenada por la Iglesia e incluida en su Índice de Libros Prohibidos en 1850. Poco después, se negó a jurar lealtad al nuevo gobierno imperial y despedido de su cargo. Su obra Démocratie (1859) dio lugar a su persecución política y encarcelamiento.
El 7 de marzo de 1868 fue elegido en la Académie des sciences morales et politiques. Su ensayo La religion, publicado en 1869, también fue objeto de condena eclesiástica; junto con la Histoire critique, permanecería listado en el Index hasta su última edición de 1948.
Tras la caída del Imperio, mantuvo una carrera activa en la política, fue maire de un barrio de París y en 1871 estuvo en la Asamblea Nacional, votando como un liberal moderado. En 1873 se acercó a la ideología conservadora, tras lo cual nunca volvió a tener éxito como candidato parlamentario, aunque mostró mantener sus principios morales con fuerza en la prensa.
Era un libre pensador en los años 1850 y 1860, pero más tarde Vacherot tuvo remordimientos a causa del crecimiento del anticlericalismo ateo, y volvió al catolicismo y monarquismo, recibiendo sepultura católica tras su muerte.

## Filosofía
Vacherot era un hombre de carácter elevado y se adhirió férreamente a sus principios, que generalmente eran opuestos a los del partido en el poder. Su importancia filosófica reside en haber liderado el intento de vivificar la filosofía francesa mediante las nuevas ideas procedentes de Alemania —en las que había sido iniciado por Victor Cousin— pero de las que no tuvo más que un conocimiento de segunda mano. Sostuvo que la metafísica tenía que estar fundamentada en la psicología. Defendió la unidad y libertad del alma, y la sujeción absoluta a la ley moral. En religión, que representó su principal área de interés, estuvo muy influido por Hegel, y se sitúa de alguna manera en la posición contradictoria de un escéptico ansioso por creer. Percibía insolubles contradicciones en cualquier modo de concebir a Dios como real; aun así, abogó por la fe religiosa, aunque el objeto de esa creencia no tuviera para él más que una existencia abstracta o imaginaria.

## Obras
Aparte de los dos trabajos mencionados arriba, escribió:
- La Métaphysique et la science (1858)
- Essais de philosophie critique (1864)
- La Religion (1869)
- La Science et la conscience (1870)
- Le Nouveau Spiritualisme (1884)
- La Démocratie libérale (1892)